# Bratia (gmina Ciomăgești)
Bratia – wieś w Rumunii, w okręgu Ardżesz, w gminie Ciomăgești. W 2011 roku liczyła 15 mieszkańców.